# Usus scribendi
L'espressione latina usus scribendi ("modo di scrivere") fa riferimento a tutte quelle norme o abitudini sintattiche, morfologiche e grammaticali riferibili a un certo periodo storico letterario o a un autore in particolare.
Lo studio dell'usus scribendi, cioè delle caratteristiche stilistiche di un testo o di un autore, è uno strumento utile ai filologi per ridare al testo la sua correttezza formale, per decidere a favore di una lezione o di un'altra nella ricostruzione del testo critico di un'opera, nonché agli storici della letteratura per attribuire un'opera, che ci è pervenuta anonima, a un determinato periodo o persino a un autore preciso. 
È uno dei "criteri interni" che secondo Giorgio Pasquali integrano il metodo di Lachmann in caso di recensione aperta dei testimoni. 